# Пашин, Михаил Андреевич
Михаил Андреевич Пашин — советский хозяйственный, государственный и политический деятель.

## Биография
Родился в 1907 году.
Член ВКП(б) с 1926 года. Образование высшее.
Работал на Горьковском автомобильном заводе: инженер, начальник модельного цеха (1935—1938), начальник производства (1938—1941), заместитель директора по боеприпасам (1941—1943), начальник производства (1943—1946).
В 1946—1950 — начальник производства Ульяновского автомобильного завода.
В 1950—1954 годах — главный инженер, директор Харьковского тракторного завода имени Серго Орджоникидзе Харьковской области.
В 1954—1955 годах — заместитель министра автомобильного, тракторного и сельскохозяйственного машиностроения СССР.
В начале 1960-х годов — директор Научно-исследовательского автомобильного и автомоторного института (НАМИ) в Москве.
Затем работал заведующим отделом машиностроения Комитета народного контроля СССР (1965—1978).

## Награды
- Орден Трудового Красного Знамени (15.03.1943, 22.08.1966, 03.09.1971)
- Орден Красной Звезды (29.12.1941, 09.03.1944)